# Artéria temporal média
A artéria temporal média é uma artéria da cabeça.